# 3,913 changes in the Book of Mormon

3.913 changes in the Book of Mormon (3.913 ændringer i Mormons Bog) er en bog af Jerald og Sandra Tanner. Bogen sammenligner den originale første udgave af Mormons Bog fra 1830 med 1964-udgaven, som anvendes i dag. Forfatterne argumenterer i deres bog, at der er sket en lang række ændringer i mormonernes hellige bog. Bogen indeholder et komplet genoptryk af den første udgave af Mormons Bog fra 1830, hvor Jerald og Sandra på hver side har noteret en del af de ændringer, der har været, siden første udgivelse af Mormons Bog indtil 1964, da de udgav deres bog. 
Bogen indeholder en 16 siders introduktion, hvor Jerald og Sandra fortæller om baggrunden for at lave bogen, herunder baggrunden for at bestride Mormonkirkens påstand om, at Mormons Bog er den mest korrekte bog nogensinde . De citerer bl.a. den religiøse leder Joseph Fielding Smith (1876 – 1972), der i 1961 afviste anklager om at Mormons Bog skulle indeholde masser af ændringer siden første udgave  .
I bogen har Jerald og Sandra markeret de steder, hvor der er blevet tilføjet ord eller fjernet ord, foretaget kontekstuelle ændringer eller er blevet ændret i stavemåden. Bogen nævner ikke ændringer i tegnsætning, store og små bogstaver og andre slags ændringer. Argumentet fra Jerald og Sandra er, at ændringer i Mormons Bog er et problem for Mormonkirken, fordi de netop tror på, at profeten Joseph Smith oversatte teksten fra nogle guldplader, og der af den grund burde være betydeligt færre fejl.

## Ændringerne i Mormons Bog
Rigtig mange af ændringerne er grammatiske ændringer, fx kan nævnes ændringen fra hvad (som om ting og dyr) til hvem (som om mennesker), der er blevet foretaget flere hundrede gange. Dertil udgør ændringer af stavemåden også en del af ændringerne. Fx var "Angola" (Mormon 2:4) førhen "Angelah" og en mere betydelig ændring var "Cumorah", som alle steder i 1830-udgaven var stavet "Camorah".
I 1830-udgaven stod der flere steder, at Jesus var Gud Fader fx i 1. Nefi 11:18, 21, 32 (s. 49-50 i 1830-udgaven). Dette er direkte imod Mormonkirkens nuværende lære. En anden nævneværdig ændring er, at Joseph Smith blev nævnt som forfatteren på både titelbladet og i de 8 vidners vidnesbyrd i 1830-udgaven, i alle senere udgaver nævnes han i stedet som oversætteren. I 1830-udgaven af Mormons Bog var de 8 vidners vidnesbyrd om Mormons Bog desuden i slutningen af bogen i modsætning til i dag.